# أم ميل
أم ميل قرية سورية تتبع ناحية بري شرقي في منطقة سلمية في محافظة حماة. بلغ عدد سكانها 118 نسمة في عام 2004 حسب إحصاء المكتب المركزي للإحصاء.

## وصلات خارجية
- الوحدات الإدارية في محافظة حماة